# Pokój w Kardis
Pokój w Kardis – traktat pokojowy podpisany 21 czerwca (1 lipca) 1661, w miejscowości Kärde w dzisiejszej Estonii.  Zakończył wojnę rosyjsko-szwedzką rozpoczętą w 1656 roku rozejmem w Niemieży. 
Powodem jej był potop szwedzki w Polsce grożący w razie zwycięstwa Szwecji również Rosji. Sama wojna rozpoczęła się atakiem armii rosyjskiej na Inflanty, ale wobec nieudolności jej działań i podpisania pokoju w Oliwie zdecydowano się zakończyć te starcia. Już w 1658 roku podpisano rozejm w Waliesar. Sam pokój był potwierdzeniem postanowień pokoju w Stołbowie.  Gwarantował on pozostawienie stanu posiadania sprzed wojny obu stronom, a mianowicie przy Szwecji – Karelii, Ingrii, Estonii i Inflant, a przy Rosji – Pskowa i Nowogrodu Wielkiego.